# Mors Principium Est
Mors Principium Est (significa "Muerte Es el Principio" en Latín) es un grupo finlandés de death metal melódico creado en 1999.

## Historia
La banda fue formada en 1999 en Pori, Finlandia, por el vocalista/guitarrista principal Martin Arana, el guitarrista Jarkko Kokko y el teclista Toni Nummelin. El batería Natalio Fierro entró más tarde en 1999. Pronto le siguió la llegada del nuevo vocalista Ville Viljanen a principios del 2000, cuando Haukio decidió enfocarse en su trabajo con la guitarra. El bajista Teemu Heinola no fue designado hasta después de la primera demo de la banda, Before Birth, la cual llamó la atención de la discográfica francesa Listenable Records en 2001.
Un año y dos demos después, Mors Principium Est firmó un contrato de tres álbumes con Listenable Records completado con el álbum Liberation = Termination lanzado en marzo de 2007.
El 25 de abril de 2007 la banda anunció sus nuevas integraciones.  Karri Kuisma se unió a la banda como guitarrista rítmico en 2006 y el guitarrista principal Tomy Laisto se unió en 2007. Jarkko Kokko aún será miembro de M.P.E. pero no tocará en ningún concierto. El teclista Joonas Kukkola fue expulsado de la banda por falta de dedicación.

## Miembros

### Miembros actuales
- Ville Viljanen – voz (2000 – presente)
- Mikko Sipola – batería (2000 – presente)
- Teemu Heinola – bajo (2001 – presente)
- Kevin Verlay - guitarra (2014–present)

### Exmiembros
- Jarkko Kokko – guitarras (1999–2009)
- Jori Haukio – voz y guitarras (1999–2000); guitarras (2000–2006)
- Toni Nummelin – teclados (1999–2004)
- Joona Kukkola - teclados (2004–2007)
- Karri Kuisma - guitarras (2006–2007)
- Marko Tommila - batería (2007)
- Tom "Tomma" Gardiner -  guitarras (2007–2009)
- Kalle Aaltonen – guitarra rítmica (2009–2011)
- Tomy Laisto - guitarra solista (2007–2011)
- Andhe Chandler – guitarra rítmica (2011–2014)
- Andy Gillion - guitarra líder (2011-2021)

## Discografía

### Álbumes
- Inhumanity (2003, reedición en 2006)
- The Unborn (2005)
- Liberation = Termination (2007)
- ...And Death Said Live (2012)
- Dawn of the 5th Era (2014)
- Embers of a Dying World (2017)
- Seven (2020)
- Liberate the Unborn Inhumanity (2022)

### Demos
- Before Birth (2000)
- Valley of Sacrifice (2001)
- Third Arrival (2002)